# アルベール・ルブラン
アルベール・ルブラン（フランス語: Albert Lebrun, 1871年8月29日 - 1950年3月6日）は、フランスの政治家。第15代大統領（フランス第三共和制）。中道右派・民主同盟（民主共和同盟）所属。

## 生涯
1871年8月29日、ムルト=エ=モゼル県、メルシー=ル=オートの農家に生まれる。エコール・ポリテクニーク、パリ国立高等鉱業学校をそれぞれ優秀な成績で卒業する。その後、ヴズールとナンシーで鉱山技師として働く。しかし、政治への関心が抑えきれず、1900年、29歳の時に鉱山技師を辞し、総選挙に共和左派から立候補し当選する。1912年植民相。1913年、陸相兼自由県担当相。1917年に民主同盟結成に加わり、1920年、ムルト=エ=モゼル県から国会議員に選出される。1925年から1929年まで元老院（上院）副議長を経て、1931年、元老院議長に選出された。
1932年、ポール・ドゥメールが暗殺され後継大統領となり、1939年には再選されたが、国際情勢はアドルフ・ヒトラーの台頭によって風雲急を告げ、大統領として手腕を発揮できる状況とは程遠かった。1940年、フランスはナチス・ドイツに降伏。ルブランは大統領職を公式に辞任しなかったが、傀儡政権とされるヴィシー政権が成立し、国家主席にフィリップ・ペタンが就任した。ルブランは、7月15日にグルノーブル郊外のヴィジルへ避難するが、1943年8月27日にはドイツ軍に拘束され身柄をチロルに移送される。10月10日、健康状態の悪化を理由にヴィジルに戻るが、引き続きドイツによる軟禁状態に置かれた。
1944年8月9日、連合国の攻勢でフランスが解放されると、ルブランも解放された。シャルル・ド・ゴールと会見し、大統領を正式に辞した。以後、政界を引退し、パリに隠棲した。1950年3月6日、パリで肺炎のため死去。